# ベレットGTと世界を駆ける
『ベレットGTと世界を駆ける』は、いすゞ・ベレットで世界46か国を巡った紀行文である。著者は小林捷成。文芸社より2000年に出版された。

## 概要
1968年（昭和43年）9月、アメリカを皮切りに世界一周を目指した著者と愛車ベレットGTの約4年間46か国、およそ16万キロの長期旅行の記録。なお、『Old-timer』誌2001年8月号の取材記事でも取り上げられている。